# ليونارد كوستيلو
ليونارد كوستيلو (بالإنجليزية: Leonard Costello)‏ هو قاضي وسياسي بريطاني وبريطاني (وحمل سابقاً جنسية المملكة المتحدة لبريطانيا العظمى وأيرلندا)، ولد في 25 أغسطس 1881، وتوفي في 2 ديسمبر 1972. حزبياً، نشط في الحزب الليبرالي. في الانتخابات العامة في المملكة المتحدة 1923 ‏، انتخب عضو برلمان المملكة المتحدة الـ33 عن دائرة Huntingdonshire (UK Parliament constituency) ‏ (6 ديسمبر 1923 – 9 أكتوبر 1924).